# الدوري الهولندي الممتاز 1951–52
الدوري الهولندي الممتاز 1951–52 (بالهولندية: Nederlands landskampioenschap voetbal 1951/52)‏ هو موسم من الدوري الهولندي الممتاز. أشرف على تنظيمه الاتحاد الملكي الهولندي لكرة القدم، وفاز فيه فيلم تو تيلبورغ.